# Günther Hussong
Günther Hussong (* 17. Juni 1948 in Kirkel, Saar) ist ein saarländischer Mundartdichter (rheinfränkische Mundart), Kabarettist, Liedtexter und CD-Produzent.

## Leben
Hauptberuflich arbeitet Hussong als Lehrer für Erdkunde, Französisch und Religion am Von der Leyen-Gymnasium in Blieskastel. Im ostfriesischen „Exil“ in Emden (1977–1991) entdeckte Hussong seine Liebe zur rheinfränkischen (pfälzischen) Mundart und veröffentlichte 1991 ein saarpfälzisches Mundartlexikon. Nach seiner Rückkehr ins Saarland war er zunächst Verfasser und Herausgeber des Heimatkalenders „Momentaufnahmen“. 1997 produzierte Hussong als Texter und Sprecher die CD „E weider Wää noo Bethlehem“, die Weihnachtsgeschichte nach dem Lukas – Evangelium – klor vezehlt. 2001 folgte die zweite  CD „Das doo fangt joo gut an“ (Die saarländische Schöpfungsgeschichte vom Urknall bis zur Sintflut). Im Jahre 2004 erschien die CD „Nix wie lauder Huddel“, mit Auszügen aus den Mundartkabarett – Programmen, mit denen Günther Hussong als „de Plattmacher“ seit 2001 an die Öffentlichkeit tritt.
Hussong wurde 2001 in die „Bosener Gruppe“ berufen, ein Zusammenschluss namhafter Künstler aus Lothringen, Rheinland-Pfalz, Baden-Württemberg, dem Elsass und dem Saarland. Er repräsentierte den rheinfränkischen Dialekt (Saarland und Pfalz) bei der Zentralfeier zum Tag der Deutschen Einheit 2006 in Kiel im Rahmen der Veranstaltung „Deutschland im Dialekt“.
Hussongs Vielseitigkeit dokumentieren Auszeichnungen bei Mundartwettbewerben in den Bereichen Lyrik (2002: „Zivilcourage“), Prosa (2003: „Spendegeld“ und 2006 „Nix wie Huddel mit ‚ihm’ und ‚ihm’“) sowie in szenischer Darstellung (2005: „Plato platt“, das Höhlengleichnis als lustiges Frühstücksgespräch eines Ehepaares). Hinzu kommen die Mitgestaltung von Gottesdiensten, schulpolitische Publikationen, die Chronik des Turnvereins Kirkel, heimatkundliche Publikationen und zahlreiche Beiträge in Rundfunk und Fernsehen.

## Publikationen
- CD: E weider Wää noo Bethlehem (1997). Die Weihnachtsgeschichte – klor vezählt auf Rheinfränkisch; mit Liedern (Musik: Harry Schmitt, Sängerin: Angela Branca)
- CD: Das doo fangt joo gut an (2001). Die saarländische Schöpfungsgeschichte – vom Urknall bis zur Sintflut; (Musik: Harry Schmitt, Sängerin: Angela Branca)
- CD: Nix wie lauder Huddel (2004). Live-Mitschnitt eines Auftritts im Saarbrücker „Theater Blauer Hirsch“
- Saarpfälzisches Wörterbuch: „Meer Kirkeler“. 1991, illustriert von Arno Wanger.